# Wesla Whitfield
Wesla Whitfield, geboren als Weslia Marie Edwards (Santa Maria, 15 september 1947 - St. Helena, 9 februari 2018), was een Amerikaanse jazz- en cabaret-zangeres, die vooral actief was in de San Francisco Bay Area.

## Biografie
Het waren vocalisten als Rosemary Clooney, Perry Como en Margaret Whiting die Whitfield geïnspireerd hebben. Ze studeerde tot 1971 muziek aan de San Francisco State University. Ze zong drie jaar in het koor van de San Francisco Opera. In 1977 werd ze bij een overval op straat in haar wervelkolom geschoten. Ze raakte hierdoor vanaf haar heupen verlamd en was voortaan op een rolstoel aangewezen. In 1981 leerde ze Mike Greensill kennen, die haar muzikale partner werd en later, in 1986, haar man. Overdag werkte ze als programmeur bij Bank of America, daarnaast trad ze op in nachtclubs en cabarets (zoals het New Yorkse Algonquin Room en, 25 jaar lang, Plush Room in San Francisco). Ze trad verder o.m. op in Carnegie Hall en in het Witte Huis (voor Hillary Clinton). Haar repertoire bestond overwegend uit liedjes uit het Great American Songbook. Ze nam vanaf 1987 in totaal 22 albums op, hierop begeleid door musici als Michael Moore, Gary Foster, John Goldsby, Tim Horner, Warren Vaché en het Kronos Quartet. Nadat bij haar kanker werd vastgesteld stopte ze ermee, in 2017.

## Discografie (selectie)
- Nobody Else But Me (Landmark Records, 1988)
- Live in san Francicao (Landmark, 1991)
- My Shinig Hour (HighNote Records, 1997)
- The Best Thing for You Would Be Me: The Irving Berlin Songbook (Highnote, 2002)
- September Songs: The Music of Wilder, Weill and Warren (Highnote, 2003)
- In My Life (Highnote, 2005)
- Livin' On Love (Highnote, 2006)